# 8 км (роз'їзд, Донецька залізниця)
8 км — роз'їзд Луганської дирекції Донецької залізниці.
Розташований на півдні м. Луганськ, Ленінський район, Луганської області на лінії Луганськ — Лутугине між станціями Лутовинівське Селище (5 км) та Борисівка (3 км).
Через військову агресію Росії на сході України транспортне сполучення припинене.